# Black Moss Water
Das Black Moss Water ist ein Wasserlauf in Lancashire, England. Es entsteht am südlichen Ende des Rimmington Moors und fließt in südlicher Richtung zunächst durch das Upper Black Moss Reservoir und dann das Lower Black Moss Reservoir. Es erreicht dann den Ort Barley und wechselt hier seinen Namen zu Barley Water, unter dem es in das Pendle Water mündet.